# .kw
.kw is het achtervoegsel van domeinen van websites uit Koeweit.
Registratie is beperkt mogelijk onder een aantal tweede niveau domeinen:
- .net.kw Individuen en bedrijven
- .com.kw Individuen en bedrijven
- .edu.kw Onderwijsinstellingen
- .gov.kw Overheidsinstellingen
- .org.kw Non-profit organisaties